# (100747) 1998 EO4
(100747) 1998 EO4 es un asteroide perteneciente al cinturón de asteroides descubierto el 3 de marzo de 1998 por el equipo del Observatorio del Teide desde el Observatorio del Teide, Santa Cruz de Tenerife (Canarias), España.

## Designación y nombre
Designado provisionalmente como 1998 EO4.

## Características orbitales
1998 EO4 está situado a una distancia media del Sol de 2,150 ua, pudiendo alejarse hasta 2,435 ua y acercarse hasta 1,865 ua. Su excentricidad es 0,132 y la inclinación orbital 5,045 grados. Emplea 1152,00 días en completar una órbita alrededor del Sol.

## Características físicas
La magnitud absoluta de 1998 EO4 es 17. 